# Giacomo Pacchiarotti

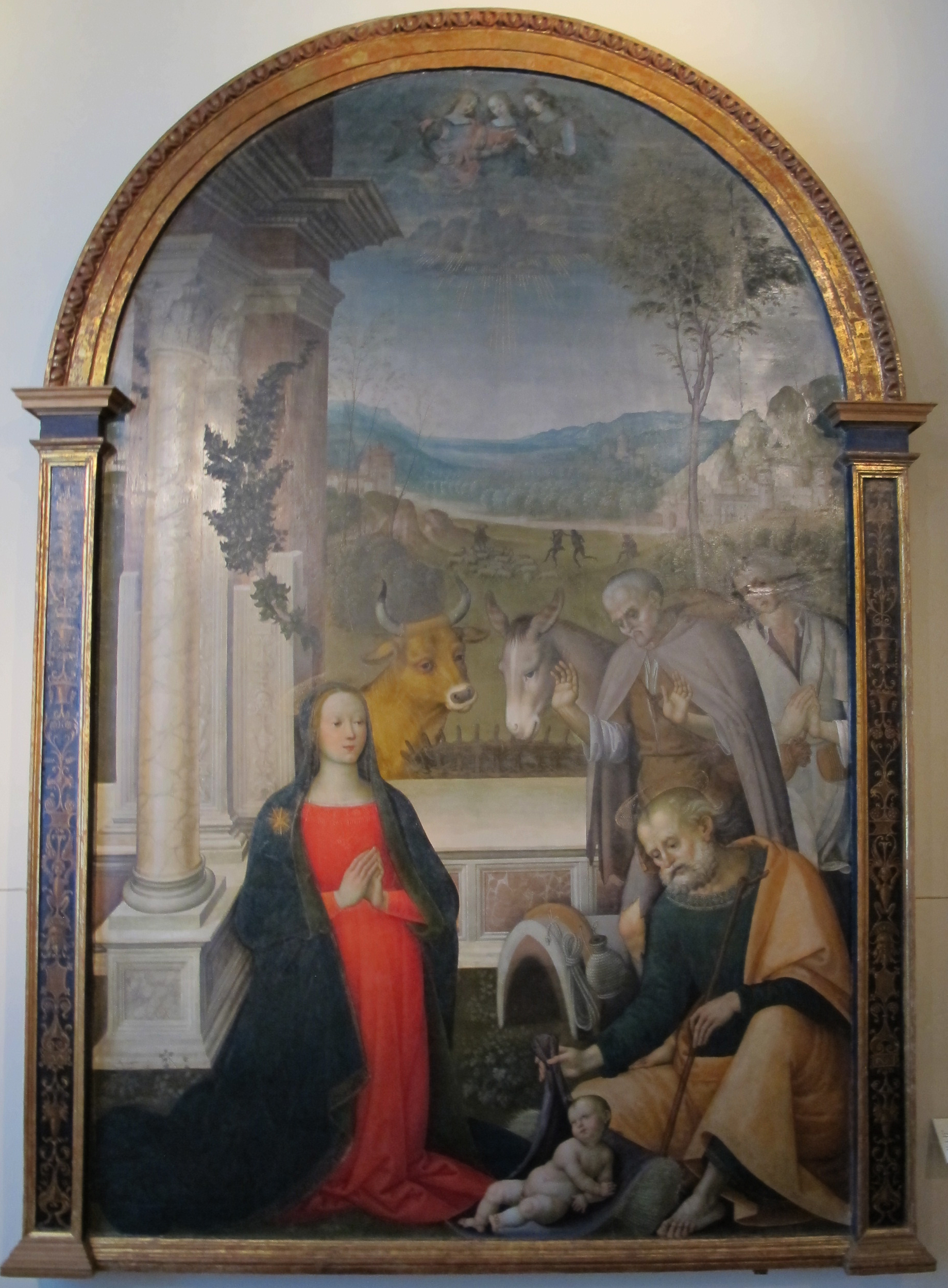
Giacomo Pacchiarotti, Herdarnas tillbedjan.

Giacomo Pacchiarotti, född 1474, omtalad sist 1540, var en italiensk målare av Sienaskolan.
Pacchiarotti förde ett äventyrligt liv och efterlämnade få arbeten. I dessa visar han sig vara en efterföljare av den äldre sienesaren Bernardino Fungai, men därjämte påverkad av Sodoma, som förhållandet är i Kristi himmelsfärd (i Sienas offentliga galleri).